# Zlatko Červený
Zlatko Červený (16. srpna 1920 Záhřeb – 27. října 1992 České Budějovice), uváděný i jako Zlatomir Červený nebo Zlatomír Červený, byl český hokejový brankář a fotbalista. V roce 1950 byl ve vykonstruovaném procesu s československými hokejisty odsouzen na 3 roky.

## Hráčská kariéra

### Lední hokej
Za reprezentaci Československa nastoupil 13. března 1949 v utkání proti Švédsku v Praze. V lize hrál za HC Slavoj České Budějovice (1947–1950 a 1953–1956).

### Fotbal
Vrcholově se věnoval také fotbalu, v československé fotbalové lize hrál v sezoně 1946/47 v dresu SK Libeň jako útočník.